# زو يو
زو يو (بالصينية: 邹游) (22 سبتمبر 1985 في الصين - ) هو لاعب كرة قدم صيني في مركز الوسط. لعب مع داليان ييفانغ ونادي داليان شيده ونادي هينان جيانيي وChengdu Tiancheng F.C. ‏ وHohhot Black Horse F.C. ‏.

## وصلات خارجية
- زو يو على موقع الاتحاد الدولي (مؤرشف)  (الإنجليزية)
- زو يو على موقع قاعدة بيانات كرة القدم.إي يو (الإنجليزية)
- زو يو على موقع Soccerway.com (الإنجليزية)
- زو يو على موقع اللجنة الأولمبية الصينية (الإنجليزية)